# Morula (geslacht)
Morula is een geslacht van weekdieren uit de klasse van de Gastropoda (slakken).

## Soorten
- Morula aglaos (Houart, 1995)
- Morula albanigra Houart, 2002
- Morula ambrosia (Houart, 1995)
- Morula anaxares (Kiener, 1836)
- Morula angulata (G. B. Sowerby III, 1894)
- Morula aspera (Lamarck, 1816)
- Morula bicatenata (Reeve, 1846)
- Morula biconica (Blainville, 1832)
- Morula cernohorskyi Houart & Tröndle, 1997
- Morula consanguinea (E. A. Smith, 1890)
- Morula coronata (H. Adams, 1869)
- Morula dichrous (Tapparone Canefri, 1880)
- Morula echinata (Reeve, 1846)
- Morula euryspira (Houart, 1995)
- Morula fuscoimbricata (G. B. Sowerby III, 1915)
- Morula japonica (G. B. Sowerby III, 1903)
- Morula lepida (Houart, 1995)
- Morula mutica (Lamarck, 1816)
- Morula nodicostata (Pease, 1868)
- Morula nodulosa (C. B. Adams, 1845)
- Morula oparensis (Melvill, 1912)
- Morula palmeri Powell, 1967
- Morula parva (Reeve, 1846)
- Morula peasei Houart, 2002
- Morula porphyrostoma (Reeve, 1846)
- Morula praecipua Rehder, 1980
- Morula rodgersi Houart, 2000
- Morula rumphiusi Houart, 1996
- Morula spinosa (H. Adams & A. Adams, 1853)
- Morula striata (Pease, 1868)
- Morula taiwana K.-Y. Lai & B.-S. Jung, 2012
- Morula uva (Röding, 1798)
- Morula variabilis (Pease, 1868)
- Morula whiteheadae Houart, 2004
- Morula zebrina Houart, 2004